# Depresiunea Cracău-Bistrița
Depresiunea Cracău-Bistrița este o unitate de relief ce se află în partea centrală a Subcarpaților Moldovei de-a lungul cursurilor râurilor după care și-a luat denumirea: Bistrița și Cracău.

## Caracteristici
Apare ca o formă alungită ce formează un unghi ascuțit cu lanțul muntos al Carpaților Orientali, aparținând uluculului subcarpatic din estul acestora. 
Se întinde pe o lungime de peste 60 km, având o lățime de pana la 16 km.